# ぽっぷん王国ミュージックスタジアム
ぽっぷん王国ミュージックスタジアム（ぽっぷんおうこくミュージックスタジアム）はニッポン放送で放送されていたラジオ番組。

## 概要
1990年4月、上柳昌彦の『ぽっぷん王国』の後を受け放送開始。パーソナリティーは月曜日から木曜日までは、スタートから1991年2月までは内海ゆたお、1991年3月から1993年9月までは伊集院光と、ニッポン放送の当時の夜ワイド番組（内海ゆたおの夜はドッカーン! → 伊集院光のOh!デカナイト）のパーソナリティがそのまま本番組も兼任していたが、1993年10月から荘口彰久（当時、ニッポン放送アナウンサー）が務め、夜ワイド番組（当時は『Oh!デカナイト』）とは別番組となった。金曜日は各ネット局が独自制作して、パーソナリティーも局毎で異なっていたが、概ねネット局のアナウンサーが担当していた。
前番組と同じく、ヤマハ主催によるTEENS' MUSIC FESTIVALをサポートしていた番組であり、当初はニッポン放送では『夜ドカ』『Ohデカ』の各番組の一部のような感じで生放送で進行、その他の各局では同じ内海、伊集院のパーソナリティで別に制作された録音版を放送していたが、荘口に交替以後はニッポン放送を含めた全局で同じ内容の放送となった。放送時間は最初は全局が0時40分から1時00分の時間帯だったが、一部の局が『Come on FUNKY Lips!』（文化放送制作）のネット放送を午前0時台で開始したなどもあって、徐々に局ごとに放送時間が違うようになっていった。
その際、ニッポン放送では0時台に放送された『ミッドナイトミュージックダンク』に内包する形であったが、ネット局でそのまま流すと話の脈絡が合わなくなるため、前後を差し替える形で対応。夜ワイド内包後の『ゲルゲットショッキングセンター』でも同様の形態がとられたが、99年春に『LFクールKのLF+Rフライングビート』になってからはワイド番組をLFクールK（垣花正）、当番組を荘口が行うこととなり、その対応はなくなった。
スポンサーはヤマハ、ハウス食品（1991年まで）、カルビー（1991年〜1996年頃まで・その後のカルビーの提供枠はTBSラジオに移行）、日本マクドナルド（1995年頃から）。20秒のスポットCMとして最後にアイワが提供していた。
放送時間は平日の20分だったが、末期は10分に短縮された。
上記メインパーソナリティー以外にもレギュラー出演者がいた時期もあり、1992年年明け頃から1994年の6月までは久保こーじが木曜日のレギュラーとして出演していた。

## エピソード
『Oh!デカナイト』時代、伊集院が出先の海外でのアクシデントで生放送までに戻れなくなり（電話で出演）、急遽上柳が代理パーソナリティとして出演したことがある。そのため結果的に上柳が『ぽっぷん王国』に一夜限りの復帰を果たす格好となった。

## 主なコーナー
（初期）
- 電話で対バン!
- ミュージシャン反省文（月曜）
- ティーンズミュージックフェスティバル（火曜）
- バンドファン対抗リクエスト合戦（水曜）
- ダフ屋事件簿（木曜）

## ネット局、放送時間
- 特記事項がない限り23時スタートの場合は月曜日から金曜日、0時スタートの場合は火曜日から土曜日（月曜から金曜深夜）
- ニッポン放送（関東広域圏）

0:40 - 1:00
内海ゆたお（1991年2月まで） → 伊集院光（1991年3月 - 1993年9月まで） → 荘口彰久（1993年10月 - 1995年11月まで） → 井手功二（1995年11月 - 1999年3月まで）→荘口彰久（再登板）（1999年4月 - ）
- 北海道放送（北海道）

0:40 - 1:00（1992年9月まで） → 23:40 - 翌0:00（1992年10月 - 1996年3月まで） → 23:30 - 23:50（1996年4月 - ）
鎌田強（1992年3月まで） → 橋本能成（1992年4月 - 1992年9月） → YASU（1992年10月 - ）
- IBC岩手放送（岩手県）

0:40 - 1:00（1994年9月まで） → 23:30 - 23:50（1994年10月 - ）
菊池幸見（1992年3月まで） → 江幡平三郎（1992年4月 - 1998年3月まで） → 岩下賢一郎（1998年4月 - 1999年3月まで） →　瀬谷佳子（1999年4月 - ）
- 東北放送（宮城県）

0:40 - 1:00（1996年3月まで） → 0:40 - 1:00（月-木深夜）、0:10 - 0:30（金深夜）（1996年3月 - ）
高橋長子（1992年9月まで） → 半澤かすみ（1992年10月 - ）
- 新潟放送（新潟県）

0:40 - 1:00（1993年9月まで） → 23:35 - 23:55（1993年10月 - 1994年9月） → 23:30 - 23:50（1994年10月 - ）
服部陽介（1995年3月まで） → 近藤丈靖（1995年4月 - ）
- 信越放送（長野県）

0:40 - 1:00（1994年3月まで） → 23:00 - 23:20（1994年4月 - ）
堀内哲也（1992年9月まで） → 竹節まゆみ（1992年10月 - 1994年9月） → 堀内哲也（再登板）（1994年10月 - 1996年3月まで） → 小松恭郎（1996年4月 - ）
- 静岡放送（静岡県）

0:40 - 1:00（1996年3月まで） → 24:10 - 24:30（1996年4月 - ）
渡邊千晃（1996年3月まで） → 吉田幸真（1996年4月 - ）
- 中部日本放送（中京広域圏）

0:40 - 1:00（1996年9月まで） → 24:15 - 24:35（1996年10月 - ）
冨田和音（1990年9月まで） → 大園康志・松本典子（1990年10月 - 1993年9月） → 今津・高木・山田ゆうみ（1993年10月 - 1994年9月） → 吉岡伸悟（1994年10月 - 1995年9月） → 大石邦彦（1995年10月 - ）
- 北日本放送（富山県）

0:40 - 1:00（1995年3月まで） → 23:40 - 翌0:00（1995年4月 - ）
湊晃（1995年3月まで） → 有沢義之（1995年4月 - ）
- 北陸放送（石川県）

0:40 - 1:00（1994年3月まで） → 23:55 - 翌0:15（1994年4月 - 1995年3月） → 23:40 - 翌0:00（1995年4月 - ）
長田哲也 → 松村玲郎
- 毎日放送（近畿広域圏）

1:00 - 1:20（月-木深夜）、月曜日0:45 - 1:05（日深夜）
伊東正治・小田静枝
- 中国放送（広島県）

0:40 - 1:00（1996年3月まで） → 0:10 - 0:30（1996年4月 - ）
石井豊（1991年9月まで） → 青山一発（1991年10月 - ） → 桑原麻美
- 西日本放送（香川県）

0:40 - 1:00（1996年3月まで） → 23:10 - 23:30（1996年4月 - ）
日野真（1992年3月まで） → かやはらえつこ（1992年4月 - ）
- RKB毎日放送（福岡県）

0:40 - 1:00
山崎銀之丞（1991年9月まで） → 富永倫子（1991年10月 - 1995年9月） → 石川伸子（1995年10月 - ）
- 宮崎放送（宮崎県）

0:40 - 1:00（1996年3月まで） → 23:40 - 翌0:00（1996年4月 - ）
石川小百合（1990年9月まで） → 小磯裕子（1990年10月 - ）→ 櫻井裕士・藤森皇一 →  竹矢宣子・藤森皇一
- 南日本放送（鹿児島県）

0:40 - 1:00 → 0:40 - 1:00（月木深夜）、0:10 - 0:30（金深夜）（1996年3月 - ）
田辺令吉（1996年3月まで） → 丸山隆之（1996年4月 - 1996年9月） → 重富真美（1996年10月 - ）
| ニッポン放送 火曜 - 土曜（月-金深夜）0:40 - 1:00 | ニッポン放送 火曜 - 土曜（月-金深夜）0:40 - 1:00 | ニッポン放送 火曜 - 土曜（月-金深夜）0:40 - 1:00 |
| 前番組                                           | 番組名                                           | 次番組                                           |
| ------------------------------------------------ | ------------------------------------------------ | ------------------------------------------------ |
| ぽっぷん王国                                     | ぽっぷん王国ミュージックスタジアム               | TEENS' MUSIC WAVE                                |